# Zenodorus durvillei
Zenodorus durvillei es una especie de araña saltarina del género Zenodorus, familia Salticidae. Fue descrita científicamente por Walckenaer en 1837.
Habita en Nueva Guinea y Australia.